# Motoruota

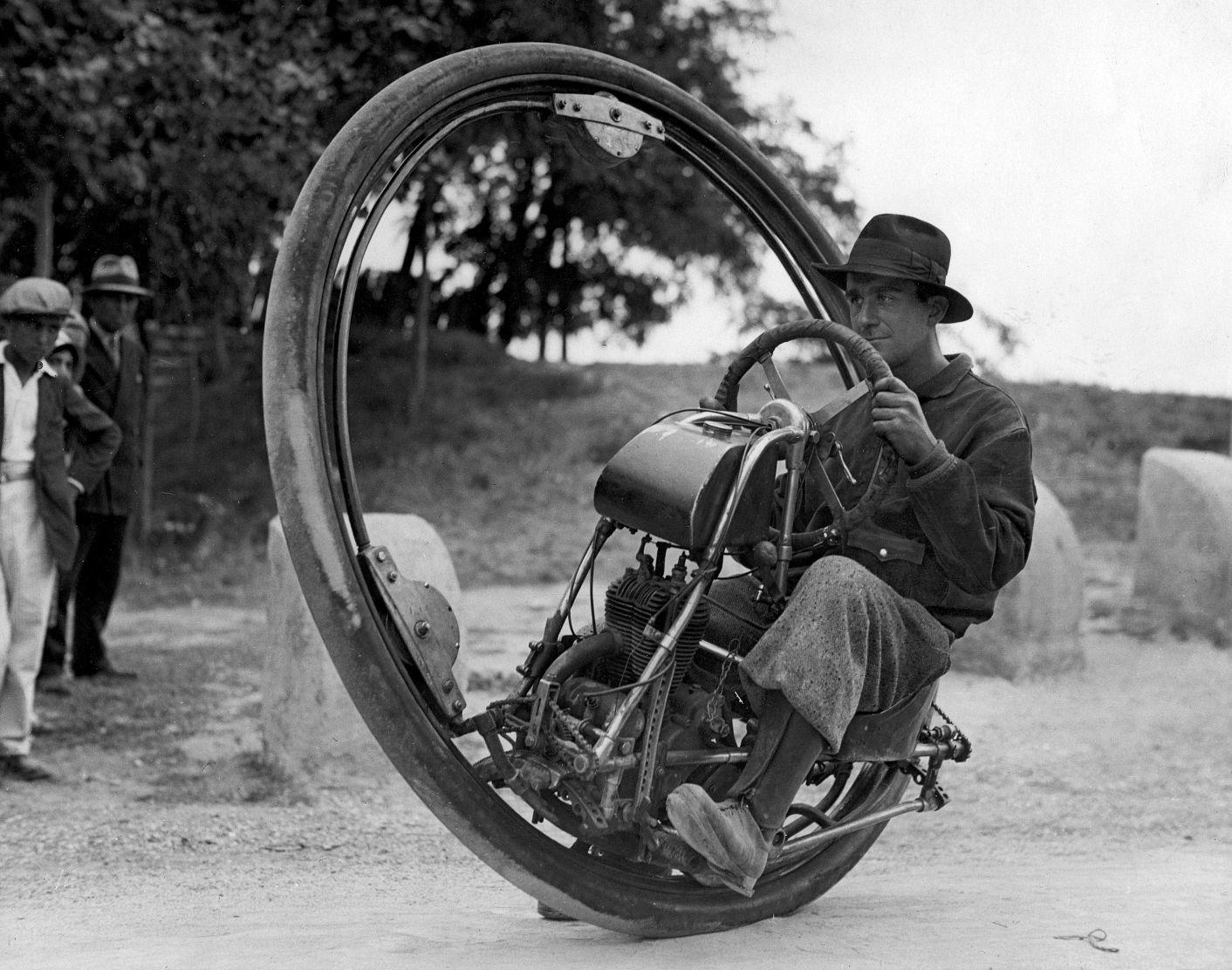
La Motoruota di Cislaghi e Govetosa, versione con motore Garelli 350, nella seconda metà degli anni venti

La motoruota, anche detta monoruota a motore, è un motoveicolo con una sola ruota, generalmente adibito al trasporto del solo conducente.

## Etimologia
Il termine "motoruota" deriva dalla denominazione commerciale "Motoruota", ideato per il veicolo monoruota a motore, progettato e realizzato da Davide Cislaghi.

## Storia
Derivata dalla monoruota mediante l'applicazione di un propulsore a quel tipo di velocipede, la prima motoruota della quale si abbia notizia certa fu realizzata nel 1903 e presentata al Salone dell'automobile di Torino del 1904, dall'azienda milanese Garavaglia.
Si trattava di una motoruota del diametro esterno di 200 cm, con dentatura interna del tipo a cremagliera e intelaiatura per reggere il sedile, il volante e il motore a 4 tempi che trasmetteva il moto, con cinghia e puleggia, a un pignone inserito nella cremagliera. Alcuni storici del motorismo, tuttavia, ipotizzano che la "Monoruota Garavaglia" fosse mossa da un propulsore a vapore.

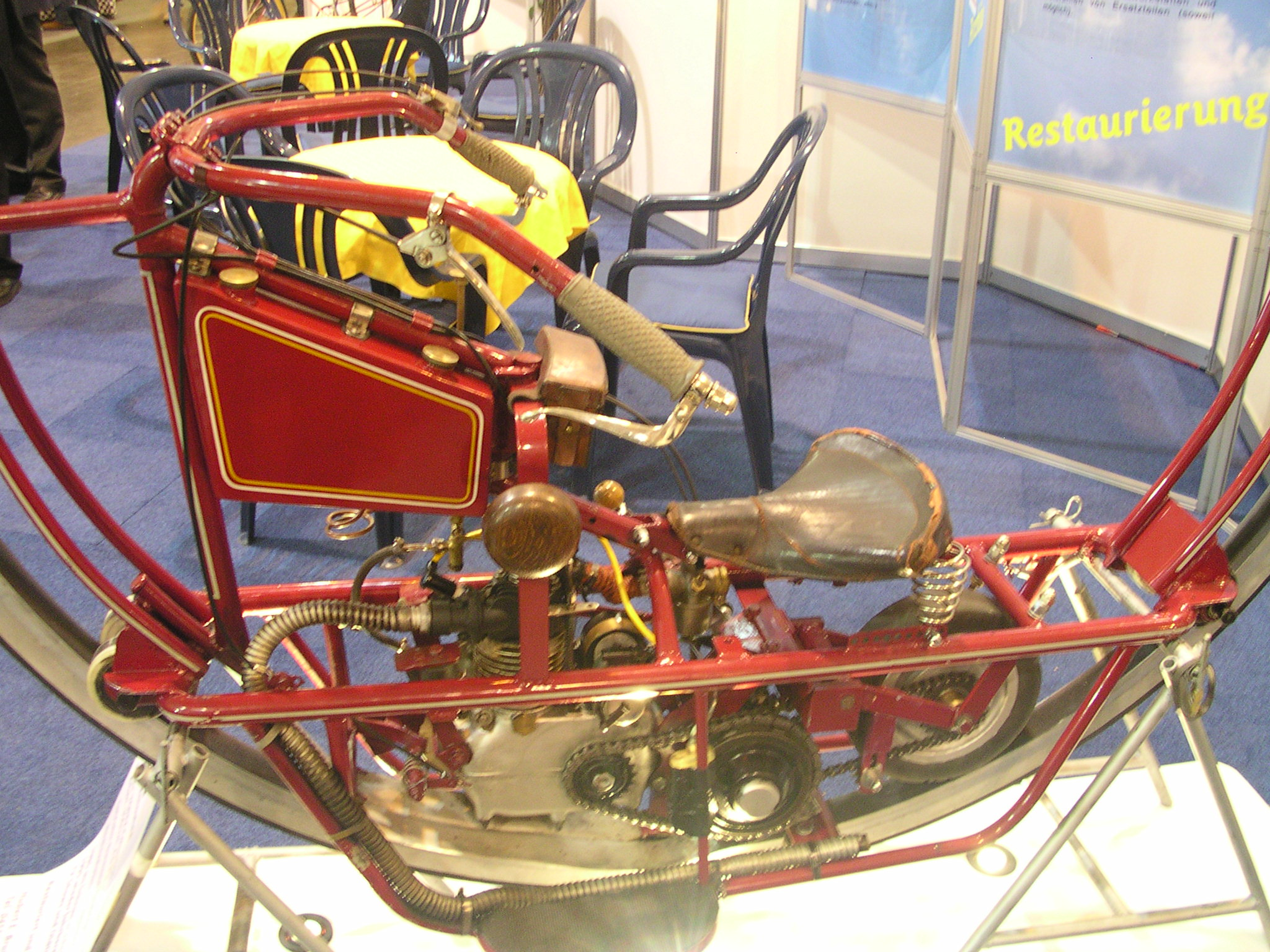
La motoruota Zirkus-Einrad degli anni trenta

Venti anni dopo, l'eredità di Garavaglia fu raccolta dall'elettricista ed agente di polizia Davide Cislaghi, un inventore milanese che, dopo aver costruito e ampiamente collaudato il prototipo, il 26 novembre 1922 depositò in Italia il brevetto per la "Motoruota e veicoli a più ruote senza perno", la quale anticipava di oltre 60 anni la "ruota senza mozzo" di Franco Sbarro, che sollevò grande sensazione al Salone di Ginevra del 1989. Nel 1924 il brevetto veniva depositato anche in Francia.
Cislaghi presentò la sua motoruota alla Fiera Campionaria di Milano, il 12 aprile 1923, con l'intento di trovare un finanziatore per proseguire lo sviluppo del veicolo e procede alla sua commercializzazione. La motoruota esposta era del diametro di 145 cm ed era mossa da un motore a due tempi di 175 cm3 e cambio a tre velocità, dotata di sedile e di manubrio con sole funzioni d'appoggio, dato che le curve venivano eseguite inclinando il motoveicolo.
Affascinato dall'idea, entrò in società con Cislaghi tale Giuseppe Govetosa, un agrimensore friulano appassionato di meccanica che fornì i capitali necessari per affinare le soluzioni e promuovere le vendite, e i due nomi apparivano nella pubblicità del veicolo. Dopo aver realizzato una motoruota migliorata del diametro di 170 cm, dotata di motore a due tempi Garelli da 350 cm3 con cilindro sdoppiato, i due soci depositano un nuovo brevetto il 29 giugno 1923 e iniziarono una serie di esibizioni dimostrative in Italia e all'estero.

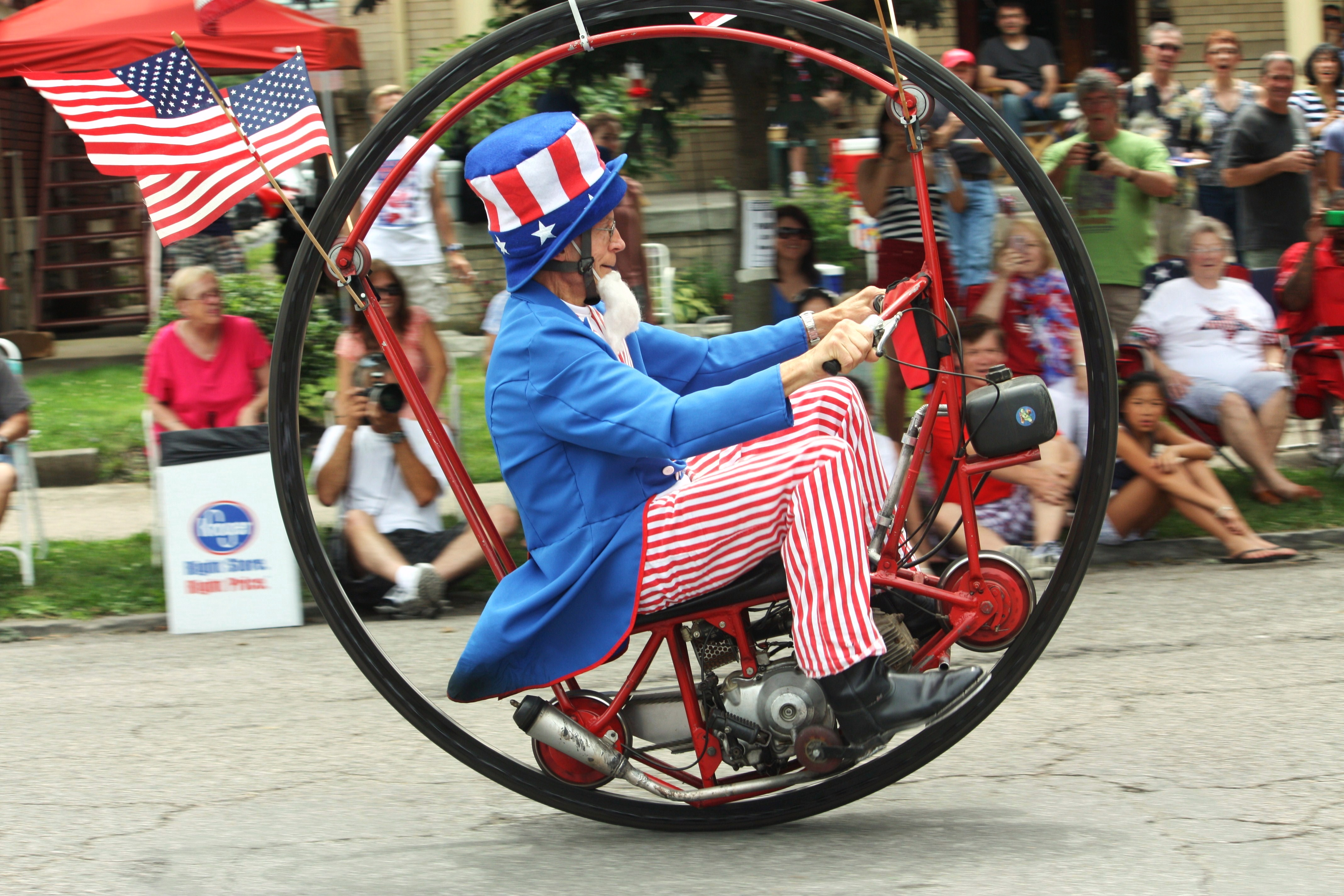
Una moderna motoruota da esibizione circense

Probabilmente a causa della sua originalità, il motoveicolo di Cislaghi e Govetosa ebbe grande rilievo sulla stampa nazionale e internazionale, conquistando le copertine dei periodici illustrati e divenendo talmente popolare da figurare in una strip del Signor Bonaventura di Sergio Tofano.
Il successo commerciale, tuttavia è deludente, nonostante il veicolo fosse offerto a 5 000 Lire, una cifra non astronomica se si considera la costruzione artigianale e l'impossibilità di trovare sul mercato una componentistica prodotta in serie. A titolo di paragone, nel 1927 la Moto Guzzi Sport 500 aveva un prezzo di listino pari a 8 750 lire.
L'ultima esibizione fu negli Stati Uniti, dove il pilota (un nipote emigrato di Cislaghi) dopo aver superato la velocità di 120 km/h, distrusse la Motoruota uscendo di strada in una curva.
In seguito al clamore internazionale sollevato dalla Motoruota, molti furono i tecnici che si dedicarono a questa soluzione, tra la fine degli anni venti e l'inizio degli anni trenta, producendo numerosi modelli sperimentali, come la Dynasphere di Archibald Purves o la One-Wheel di Walter Nilsson. che, addirittura, ne progettò una versione corazzata per l'esercito, nel 1933.
Nonostante la molteplicità dei prototipi, i problemi di maneggevolezza, stabilità e, soprattutto, di frenata della motoruota non vennero risolti e le sperimentazioni su quella tipologia di motoveicolo furono abbandonate. In tempi più recenti, sono stati realizzati diversi modelli di motoruota, generalmente destinati all'uso nel campo dello spettacolo, del divertimento e della pubblicità
Nel 2011 l'azienda Ryno Motors ha iniziato a pubblicizzare un modello di motoruota di nuova concezione che dovrebbe entrare in produzione a breve.

## Monoruota elettrico
Recentemente sono apparsi dei nuovi modelli di monoruota elettrici che fanno ampio uso di controlli digitali basati su un sistema giroscopico interno. Hanno le dimensioni all'incirca della ruota di una piccola bicicletta, sono spinti da un motore alimentato a batteria e vengono controllati con il solo movimento del corpo.
La loro posizione di guida è verticale, senza alcun appoggio per le mani (si rimane in piedi sui pedali che sporgono rigidamente dal centro del monoruota). La centralina digitale di cui sono dotati interpreta ogni piccolo spostamento del corpo come un comando per il veicolo per cui, ad esempio, basta sbilanciarsi in avanti per farlo partire con una graduale accelerazione, ritornare eretti per fermarlo e spostare il peso del corpo verso destra o sinistra per girare. 
Le batterie al litio di questi monoruota si ricaricano da una qualsiasi presa di corrente.

## La motoruota nei media
La motoruota ha ispirato varie opere cinematografiche e videoludiche, soprattutto quelle a tema fantascientifico.
- Nel film di animazione del 2004 Steamboy, compare una motoruota a vapore sviluppata dal protagonista;
- Nel film del 2012 Men in Black 3 compaiono delle motoruote, usate dai protagonisti;
- Nel videogioco Asura's Wrath si possono vedere dei futuristici mezzi ispirati alla motoruota.
- Nel primo episodio del cartone animato Nadia - Il mistero della pietra azzurra compare una motoruota guidata dai protagonisti.
- Un particolare tipo di monoruota chiamato "It" è protagonista dell'undicesimo episodio della quinta stagione di South Park dal titolo "The Entity".
- Racconto in lingua friulana "Lusignis" all'interno della raccolta "Cryptofriûl", scritto da Raffaele Serafini, edito da Societât filologjiche furlane, 2021.